# Minamisōma
Minamisōma (jap. 南相馬市 Minami-Sōma-shi) ist eine kreisfreie Stadt in der Präfektur Fukushima in Japan.

## Geographie
Das besiedelte Stadtgebiet war eine knapp 10 km breite Küstenebene, die östlich vom Pazifischen Ozean und westlich vom Abukuma-Hochland (阿武隈高地, Abukuma-kōchi) begrenzt wird. Letztere weitgehend unbewohnte und stark bewaldete Hügellandschaft macht etwa die Hälfte des von der Gemeinde verwalteten Gebietes aus.
Die Fukushima-Küste unterscheidet sich von den weiter nördlich liegenden Sanriku- und Sendai-Küsten durch unterschiedliche topografische und bathymetrische Merkmale.
Minamisōma besteht aus drei Stadtbezirken (ku), die auf bis ins Jahr 2005 eigenständige Gemeinden zurückgehen und daher nicht miteinander verwachsen sind: Kashima-ku im Norden, Haramachi-ku in der Mitte und Odaka-ku im Süden. Das direkte Küstengebiet ist nur schwach besiedelt und wird hauptsächlich landwirtschaftlich genutzt. Die drei Siedlungszentren befinden sich daher etwa 3–4 km landeinwärts.
Administrativ grenzt Minamisōma im Norden an die kreisfreie Stadt Sōma, im Nordwesten an die Dorfgemeinde Iitate und im Südwesten und Süden an die Kleinstadt Namie. Die nächsten Großstädte sind Sendai im Norden und Iwaki im Süden, beide etwa 75 km entfernt.

## Geschichte
Die Stadt Minamisōma wurde am 1. Januar 2006 durch die Vereinigung der Stadt Haramachi (原町市, -shi) mit den Kleinstädten Kashima (鹿島町, -machi) und Odaka (小高町, -machi) des Landkreises Sōma gegründet. Diese ehemaligen Gemeinden bilden heute Stadtbezirke innerhalb von Minamisōma, dessen Name von dem Landkreis abstammt und „Süd-Sōma“ bedeutet.

## Tōhoku-Erdbeben-, Tsunami- und Nuklearkatastrophe 2011

### Schäden und Opfer
Am 11. März 2011 zerstörte das Tōhoku-Erdbeben und der davon ausgelöste Tsunami über 2.300 Wohngebäude völlig und 2.430 weitere teilweise.
Die Brand- und Katastrophenschutzbehörde (Fire and Disaster Management Agency, FDMA) meldete bis zu ihrem 145. Schadensbericht vom 13. März 2012 631 Tote und 7 Vermisste für Minamisōma als Folge der Tōhoku-Dreifachkatastrophe von 2011, erhöhte ihre Angabe dann in ihrem 146. Schadensbericht vom 28. September 2012 auf 852 Tote und 111 Vermisste und bis zum 158. Schadensbericht vom 7. September 2018 auf 1038 Tote und 111 Vermisste.
Gemessen an der Gesamtbevölkerung Minamisōmas, die bei der Volkszählung von 2010 mit 70.878 angegeben worden war, betrug die Opferrate durch die Katastrophe von 2011 1,6 %, wenn alle in dem 157. FDMA-Schadensbericht vom 7. März 2018 registrierten Toten und Vermissten berücksichtigt werden beziehungsweise 0,90 %, wenn die in dem 153. FDMA-Schadensbericht vom 8. März 2016 registrierten Opfer (1.015 Tote und 111 Vermisste) abzüglich der von der Wiederaufbaubehörde (Reconstruction Agency, RA) gemeldeten katastrophenbedingten Todesfälle berücksichtigt werden, wodurch sich eine Zahl von 637 Toten und Vermissten ergibt. Mit der gleichen Datengrundlage, aber allein auf das Überflutungsgebiet des Tsunamis in Minamisōma bezogen, das eine Fläche von 39 km2 umfasste, ergab sich eine Opferquote von 4,76 %.
Der Tsunami wurde für den Tod von insgesamt 636 Menschen in Minamisōma als Ursache identifiziert, was 39,7 % der insgesamt 1.604 Tsunamitoten in der Präfektur Fukushima entspricht. Bis Juli 2012 wurden 388 Tote in die mit dem Ausdruck „disaster-related deaths“ bezeichnete Kategorie eingeordnet, die offiziell von der Wiederaufbaubehörde (Reconstruction Agency) für solche Fälle definiert wurde, in denen der Tod Folge indirekter Schäden war, die durch Erdbeben, Tsunami und Nuklearkatastrophe verursacht waren. Die Mehrzahl dieser katastrophen-bedingten Tode wird auf die Evakuierung älterer Menschen nach dem Nuklearunfall zurückgeführt.
Von Zehntausenden Bäumen eines Küstenschutzwaldes im Kashima-Gebiet von Minamisōma überlebte Medienberichten zufolge nur eine einzige Kiefer den Tsunami, die etwa 100 m landeinwärts der Küste in der Minamimigita-Gegend von Kashima stand, wo 54 Menschen durch den Tsunami getötet worden waren. Die überlebende Kiefer wurde nach der Katastrophe unter dem Namen Kashima no Ipponmatsu (かしまの一本松) ein Symbol der Trauer für die Opfer und für den Wiederaufbau des Gebietes nach der Katastrophe. Da die Kiefer durch Salzschäden geschwächt wurde, wurde sie am 27. Dezember 2017 unter Abhaltung von Feierlichkeiten gefällt.
Feldstudien waren im Sperrgebiet Minamisōma nach dem Tōhoku-Tsunami von 2011 erst mit einer Verzögerung von 15 Monaten möglich, weil das Gebiet (in den südlichen Küstengebieten Minamisōmas bis Juni 2012) aufgrund der hohen Strahlenbelastung, die durch die Kernschmelze im Kernkraftwerk Fukushima Daiichi verursacht worden war, Gegenstand von Zugangsbeschränkungen war. Die erhöhten Tsunami-Höhen in den Küstengebieten lassen sich auf die Reflexion der Ozeanwellen, Trichterbildung, splash-up-Effekte an Felsen und Deichen/Wellenbrechern sowie auf den erhöhten Strömungswiderstand zurückführen, den der Tsunami beim Passieren der Kiefernwälder an der Küstenlinie hatte. Daher waren Tsunami-Höhen von 10 m auf die Gebiete beschränkt, die bis 500 m von der Küste entfernt waren. An Land waren die maximalen Überflutungspegel abhängig von der Topografie. Während die Tsunami-Höhen im Inland in den steil ansteigenden V-förmigen Tälern weiter anstiegen, fielen sie mit zunehmender Überflutungsdistanz entlang flacher Küstenebenen ab. Hinter vollständig zerstörten Deichen war der Überschwemmungspegel höher als hinter teilweise beschädigten Küstenschutzanlagen. Beispielsweise im Gebiet von Obama waren die Küstendeiche zu 32 % zerstört (469 m von 1.483 m Länge), während sie in Tsukabara zu 5 % (99 m von 2.041 m), in Tsunobeuchi zu 4 % (61 m von 1.581 m) und in Murakami und Idagawa zu 0 % zerstört waren. Im Vergleich zu der Sendai-Ebene waren die Tsunami-Höhen an der Fukushima-Küste aufgrund der konvex geformten Küstenlinie und der damit verbundenen Bathymetrie vor der Küste, die zu einer Bündelung der Tsunami-Energie neigt, erhöht.

### Evakuierung in der Präfektur Fukushima
Die Stadt Minamisōma liegt 14 bis 38 km nördlich vom Kernkraftwerk Fukushima Daiichi als Ausgangsort der Nuklearkatastrophe entfernt.
Am 12. März 2011 erklärte die japanische Zentralregierung als Reaktion und Gegenmaßnahme auf die Nuklearkatastrophe von Fukushima den nuklearen Notfall und ordnete die Evakuierung aller Gebiete im Umkreis von 20 km um das Kernkraftwerk Fukushima Daiichi (auch engl. restricted area / dt. „Sperrgebiet“ oder engl. mandatory evacuation zone / dt. „obligatorische Evakuierungszone“) oder mit hoher Strahlungsdosis an. Es gab jedoch auch jenseits dieses 20-km-Radius viele andere Standorte mit hohen Strahlungswerten, da radioaktive Partikel über den Wind aus dem havarierten Kraftwerk fortgetragen wurden. Zu diesen Orten zählten Minamisōma sowie 10 weitere Dörfer und Städte, darunter Naraha, Tomioka, Kawauchi, Ōkuma, Futaba, Namie, Katsurao, Iitate, Tamura und Kawamata.
Am 15. März 2011 wurden die Einwohner, die in einer Entfernung von 20-30-km vom havarierten Kernkraftwerk (engl. Evacuation Prepared Area) lebten, angewiesen, zu ihrem Schutz in den Häusern zu verbleiben (engl. indoor sheltering zone).
Nach der Erlassung der Evakuierungsanordnungen vom 7. Mai 2013 wurden diese Regionen entsprechend ihrer radioaktiven Belastung in folgende vier verschiedene Kategorien eingeteilt: Gebiete mit einer Strahlenbelastung von weniger als 20 mSv pro Jahr, die von der Regierung als Schwellenwert für eine dauerhafte Rückkehr behandelt wurde, bildeten die Kategorie 1. Gebiete dieser Kategorie 1 konnten die Einwohner nach eigenem Ermessen und ohne Einsatz von Schutzausrüstung betreten mit der einzigen Einschränkung, dass sie dort nicht übernachten durften. Diese Gebiete waren bereit für eine Aufhebung des Evakuierungsbefehls. In Gebieten mit einer Strahlenbelastung zwischen 20 und 50 mSv pro Jahr (Kategorie 2) war den Einwohnern ein dauerhafter Aufenthalt untersagt. Gebiete mit über 50 mSv pro Jahr (Kategorie 3) wurden als langfristig ungeeignet für eine Rückkehr der Einwohner angesehen. Einen Sonderstatus nahm ein viertes Evakuierungsgebiet ein.
Die Einrichtung der obligatorischen Evakuierungszone in der Präfektur Fukushima führte dazu, dass in dieser Zone über 80.000 Menschen zur Evakuierung gezwungen wurden, von denen über 70.000 mit Stand vom 5. September 2015 noch immer evakuiert blieben. Die im Nordosten der Präfektur Fukushima an der Küste liegende Region Sōsō, in dem auch das Kernkraftwerk lag, wurde von allen drei Katastrophen (Erdbeben, Tsunami und Nuklearunfall) getroffen und zählte zu den am schwersten von der Dreifachkastatrophe betroffenen Regionen Japans.

#### Evakuierung in Minamisōma
In Minamisōma als größter Gemeinde in der Region Sōsō kam es zu einem erheblichen Bevölkerungsverlust, indem die ursprüngliche Bevölkerung von fast 72.000 Menschen vor der Katastrophe innerhalb eines Monats drastisch auf rund 10.000 im April 2011 herabfiel. Mit Stand vom 27. Februar 2014 waren von den vor der Katastrophe 71.561 Einwohnern der Stadt 7.276 fortgezogen, 14.430 noch gemeldet, lebten jedoch auswärts, und 46.868 wohnten in der Stadt. Bis Oktober 2015 erholte sich die Einwohnerzahl langsam wieder auf 57.000. Nach anderen Angaben betrug die Anzahl der Bevölkerung der Stadt Minamisōma ein Jahr nach dem Nuklearunfall 66.800 im März 2012. Mit Stand von August 2016 lebten noch immer 2.412 Einwohner von Minamisōma in temporären Unterkünften.
Die Stadt Minamisōma verfügte sowohl über Gebiete, die zu der Sperrzone (in 20-km-Entfernung vom Kernkraftwerk) gehörten (mit ursprünglich etwa 10.955 Einwohnern, also 16 % der Gesamtbevölkerung der Stadt), als auch über Gebiete, die zu der indoor sheltering zone (20-30-km-Entfernung vom Kernkraftwerk) gehörten (mit ursprünglich etwa 44.773 Einwohnern, also 66 % der Gesamtbevölkerung der Stadt). Minamisōma gilt in Bezug auf die Evakuierung als einzigartige Stadt, in der die Bewohner einer Reihe von Evakuierungsanweisungen und Gegenmaßnahmen unterzogen wurden und sich wahrscheinlich mit Ängsten vor radioaktiver Strahlung nach der Katastrophe konfrontiert sahen. Die Stadt Minamisōma kann als einzigartig geeigneter Fall für die Evaluierung dafür angesehen werden, wie Massenevakuierung die Demographie der verbleibenden Einwohner beeinflussen kann.
Selbst außerhalb der Sperrzone kam es zu massiver freiwilliger Evakuierung aus Minamisōma, indem fast 90 % der Einwohner sowohl aus der Zone, in der die Menschen in ihren Häusern bleiben sollten („Indoor sheltering zone“, 20–30 km vom havarierten Kernkraftwerk entfernt), als auch aus den übrigen Gebieten der Stadt freiwillig evakuierten. Der Rückgang der Gesamtbevölkerung der Stadt Minamisōma erreichte am 22. März 2011 (11 Tage nach der Katastrophe) seinen Tiefstpunkt, als die Einwohnerzahl mit 7.107 Menschen auf 11 % im Vergleich zu der Zeit vor der Katastrophe (67.044 Einwohner) geschrumpft war. In der Sperrzone waren zu diesem Zeitpunkt noch 132 (1,1 % der ursprünglichen Einwohner dort) Menschen verblieben, in der „Indoor sheltering zone“ noch 5.595 (12,5 %) und in anderen Gebieten der Stadt 1.333 (12,6 %).

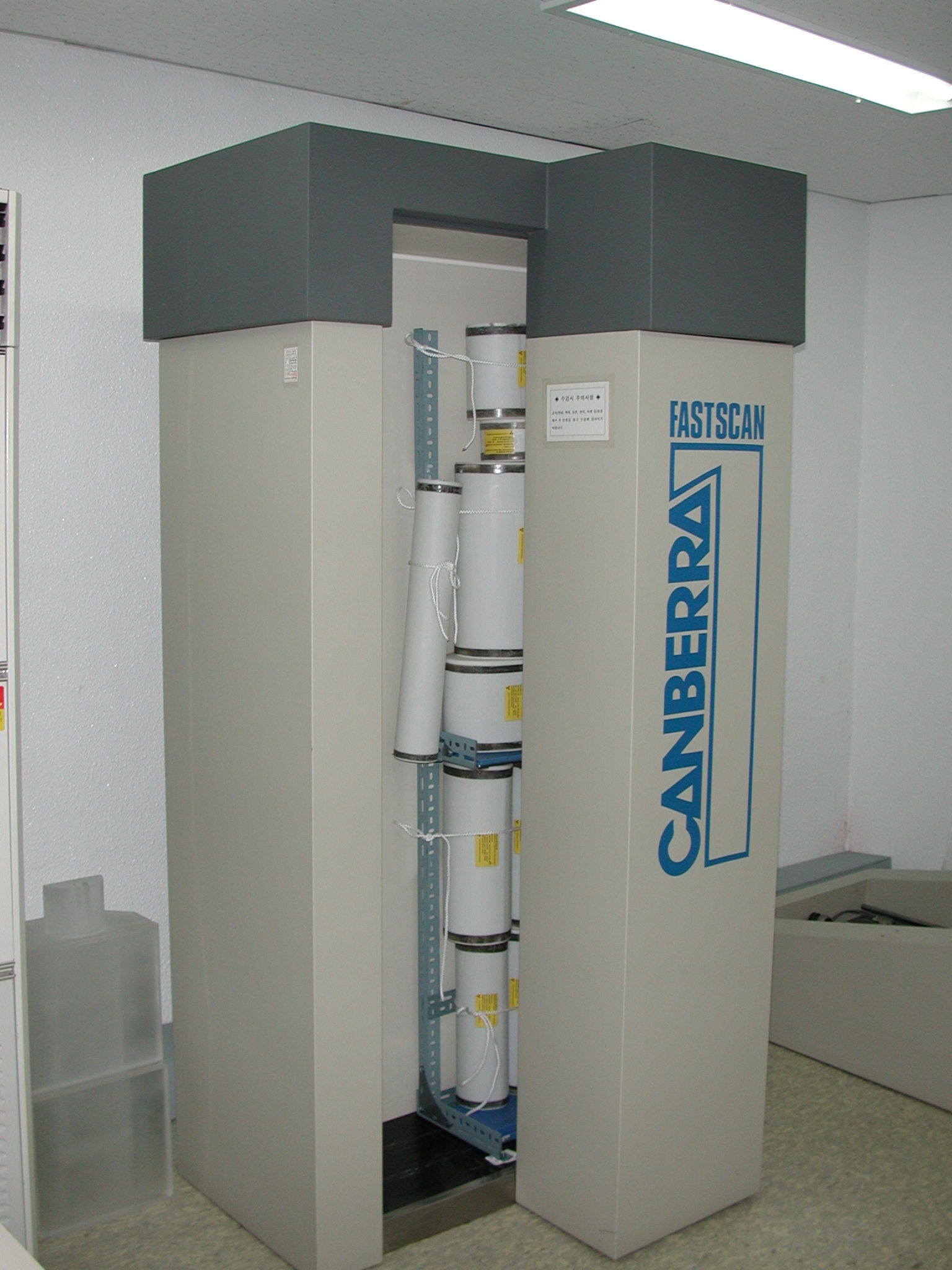
Ganzkörperzähler für Messungen der Strahlenbelastung im Stehen

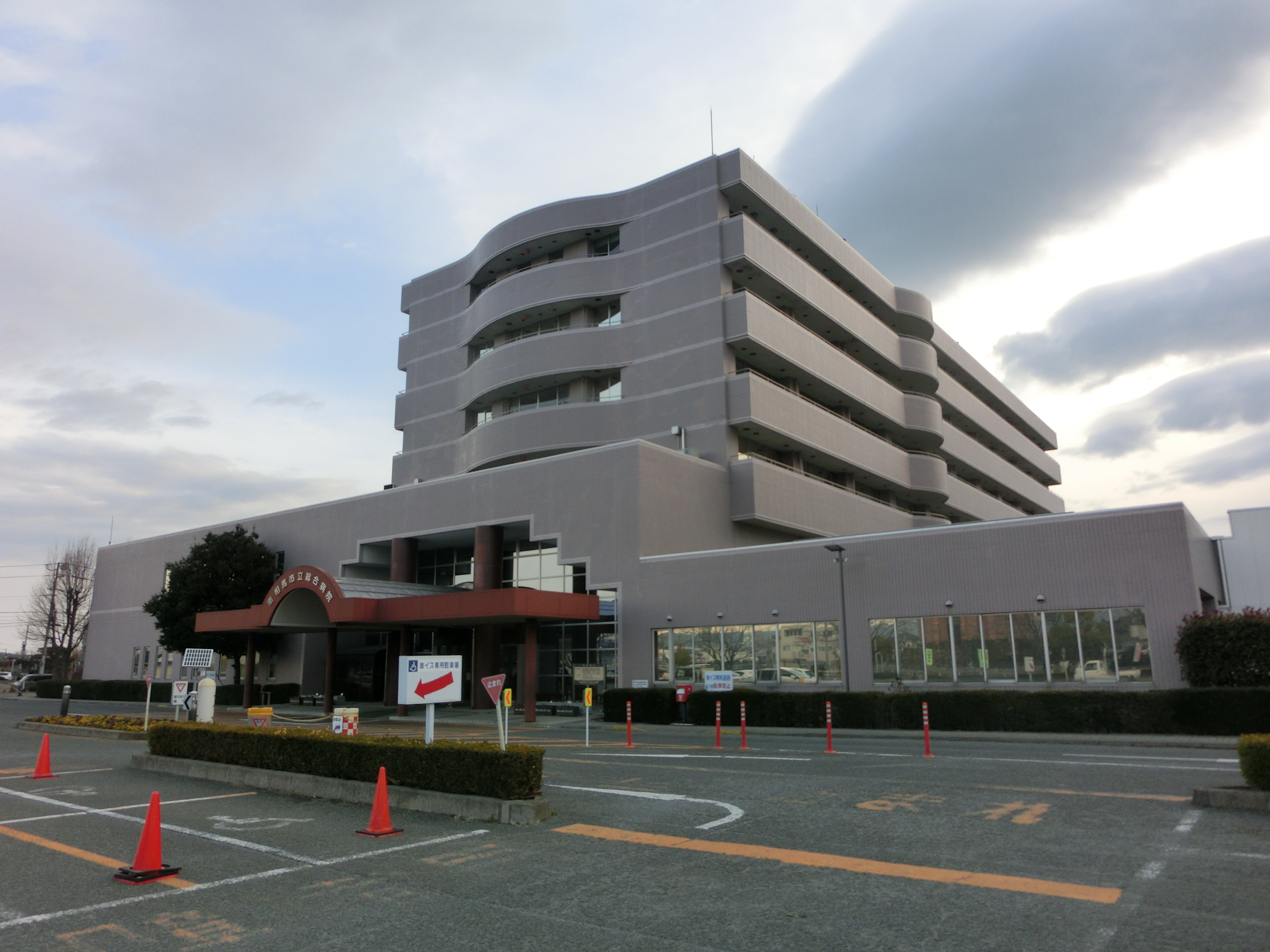
Minamisōma Municipal General Hospital (MMGH, jap. 南相馬市立総合病院) (Foto: 20. Februar 2017)

Die Stadt Minamisōma war zudem die erste Gemeinde, die als Reaktion auf die Nuklearkatastrophe von Fukushima ein internes Screeningprogramm für die radioaktive Kontamination der Einwohner initiiert hat. Im Juli 2011 stellte die Stadt ihren Einwohnern kostenlos das interne Screeningprogramm zur freiwilligen Messung der Strahlenbelastung über die Einrichtung von Ganzkörperzählern im Minamisōma Municipal General Hospital (MMGH, jap. 南相馬市立総合病院) 23 km nördlich des Kernkraftwerks zur Verfügung, zunächst mit zwei sesselartigen Geräten japanischer Produktion (eines ab Juli 2011, ein weiteres ab August 2011), die im September 2011 zur besseren Abschirmung gegen Hintergrund- γ-Strahlung durch einen Gerätetyp für Messungen im Stehen US-amerikanischer Produktion (FASTSCAN, Model 2251, Canberra Inc.) ersetzt wurden. Ab Juli 2012 wurde ein weiteres sesselartiges Ganzkörperzählergerät japanischer Produktion zur Verfügung gestellt, das in dem etwa 3 km vom MMGH entfernt liegenden Watanabe-Krankenhaus eingerichtet wurde. Über dieses Screening führte die Stadt auch eine Fragebogenerhebung durch, um detaillierte Daten zum Evakuierungsverhalten wie Ort und Dauer der Evakuierung zu gewinnen. Zwischen dem 11. Juli 2011 und Ende April 2013 nahmen 20.149 Probanden an dem Ganzkörperzählerscreening am MMGH teil und beantworteten die Fragebogenerhebung über das Evakuierungsverhalten nach der Katastrophe. Mit der Begründung, dass die Ganzkörperzähler-Geräte nicht zur Messung bei kleinen Kindern geeignet waren, wurden keine Vorschulkinder, die jünger als 6 Jahre waren, für das Programm zugelassen. Laut Melderegister hatte die Bevölkerung der Stadt Minamisōma am 1. März 2011 70.919 Einwohner umfasst, von denen 67.929 (96 %) 6 Jahre oder älter gewesen waren. Von dieser Bevölkerung hatten vor der Katastrophe 12.201 Menschen im Umkreis von 20 km vom Kernkraftwerk (Sperrzone) gelebt. 44.773 in einer Entfernung von 20-30 km vom Kernkraftwerk (indoor sheltering zone) und 10.955 in anderen Gebieten der Stadt.

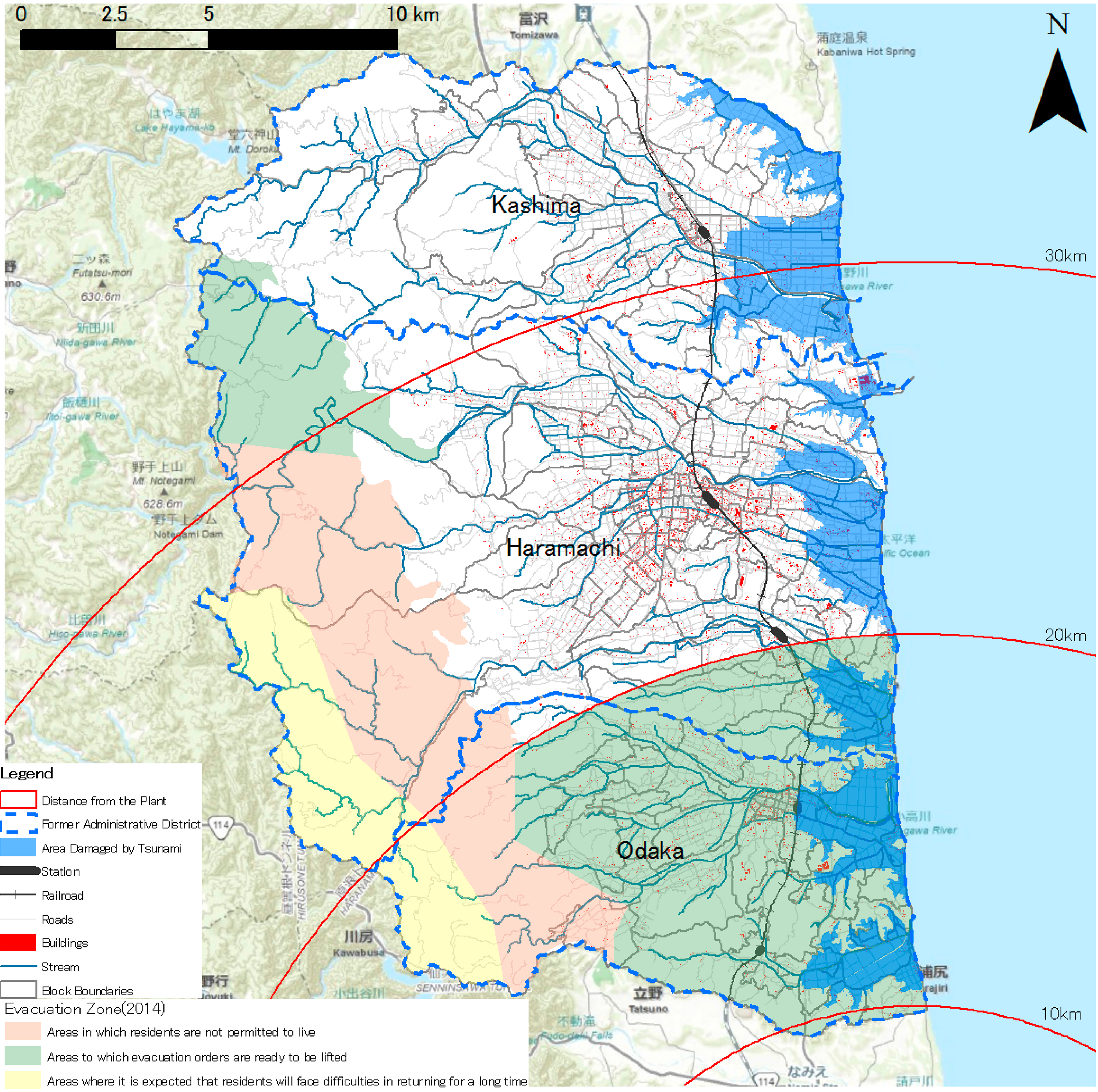
Minamisōma mit den früheren Verwaltungsgebieten Kashima, Haramachi und Odaka:
dunkelblau: vom Tsunami betroffene Gebiete
Evakuierungszonen 2014:
gelb: für lange Zeit keine Rückkehr der Einwohner zu erwarten
rot: Einwohnern ist der ständige Aufenthalt nicht erlaubt
grün: bereit zur Aufhebung des Evakuierungsbefehls

Da hauptsächlich junge Menschen und Menschen im mittleren Alter evakuierten, fand statistisch eine rasche Alterung in der Bevölkerung statt, wobei der Anteil der älteren Einwohner (≥65 Jahre) von 26,5 % im Jahr 2010 auf 32,0 % im Jahr 2015 anstieg. Gleichzeitig sank die durchschnittliche Anzahl der Personen pro Haushalt von 3,00 im Jahr 2010 auf 2,23 im Jahr 2015.
Wissenschaftliche Untersuchungen deuten darauf hin, dass das freiwillige Evakuierungsverhalten nach der Nuklearkatastrophe nach Geschlecht, Altersgruppe und Haushaltszusammensetzung zu unterscheidende Muster aufwies. Die demografischen Faktoren, die sich bei einem Verbleib in der Stadt Minamisōma beobachten ließen, waren Zugehörigkeit zum männlichen Geschlecht, Zugehörigkeit zur Altersgruppe zwischen 40 und 64 Jahre, Zusammenleben mit einer älteren Person und das Alleinleben ohne weitere Haushaltsmitglieder. Die demografischen Faktoren dagegen, die eher bei freiwilliger Evakuierung aus der Stadt beobachtet wurden, waren Zugehörigkeit zum weiblichen Geschlecht, Zugehörigkeit zur Altersgruppe unter 20 Jahren und Zusammenleben mit Kindern. Die Ergebnisse wissenschaftlicher Auswertungen in Minamisōma über das Evakuierungsverhalten stimmten mit einer systematischen Übersichtsarbeit überein, nach der Frauen aufgrund geschlechtsspezifischer Unterschiede in Bezug auf soziale Rollen, Evakuierungsanreize, Risikoexposition und wahrgenommenem Risiko eher evakuiert werden als Männer. Vor allem Einwohner, die zusammen mit älteren Personen oder allein in der Schutzzone und in anderen Bereichen der Stadt leben, nahmen nicht an der Evakuierung teil.
Sperrzone
Der Stadtbezirk Odaka und der Südteil von Haramachi, insgesamt 107 km², lagen innerhalb der 20-km-Sperrzone und wurden vollständig evakuiert. Mit Ausnahme einiger Arbeiter im Kernkraftwerk verließen zunächst alle Menschen das Gebiet Minamisōmas. Wissenschaftliche Untersuchungen lassen jedoch vermuten, dass einige Einwohner bemerkenswerter Weise auch nach der verbindlichen Evakuierungsanweisung noch in der obligatorischen Evakuierungszone verblieben. In dieser Zone wurden innerhalb von zehn Tagen nach der Nuklearkatastrophe schätzungsweise 99 % (12.524 von 12.694) der Einwohner evakuiert. Dieser Befund ist vergleichbar mit der Situation nach der Nuklearkatastrophe von Tschernobyl im Jahr 1987, wo einige als Samosely bezeichnete Einwohner freiwillig in der Sperrzone um das havarierte Kernkraftwerk Tschernobyl weiterlebten und daher vermutlich von öffentlicher Unterstützung wie Krankenversicherung oder Renten abgeschnitten waren. Zum 16. April 2012 konnten einige vormals komplett gesperrte Teile, wie Odaka, wieder betreten, jedoch nicht bewohnt werden.
„Evacuation Prepared Area“ und „Deliberate Evacuation Area“
Der nicht zur Sperrzone gehörende Teil von Haramachi und der Südteil von Kashima, insgesamt 181 km², lagen in der bis 30 km breiten Zone, in der die Evakuierung empfohlen war, während lediglich die restlichen 111 km² als unbedenklich galten. In der 20-30-km-Zone nahm die Bevölkerung rapide ab, nachdem am 15. März 2011 die Anordnung veröffentlicht wurde, dass die Bevölkerung in den Häusern Schutz suchen solle. Auch einige Transportunternehmen ließen ihre Mitarbeiter nach dieser Anordnung nicht mehr in das Gebiet, worauf sich Engpässe in der Versorgung mit Ressourcen wie Nahrung und Medikamenten verstärkten. Zum 16. April 2012 wurden Teile der Evakuierungszone aufgehoben.
Am 31. Mai 2016 wurden in Minamisōma diejenigen Evakuierungszonen, in denen freiwillige Evakuierung empfohlen war, aufgehoben. Es blieb die Evakuierungszone, in der die Evakuierung vorgeschrieben war.
Am 31. März und 1. April 2017 hob die japanische Regierung die Evakuierungsbefehle für rund 32.000 Einwohner aus den vier strahlenbelasteten Gemeinden Iitate, Kawamata, Namie und Tomioka auf, denen somit wieder erlaubt war, in ihre Häuser zurückzukehren. Die einzigen Orte, die damit noch Gegenstand von Evakuierungsbefehlen waren, waren Futaba und Ōkuma sowie Teile der fünf benachbarten Städte und Dörfer Minamisōma, Iitate, Namie, Tomioka und Katsurao.

### Wiederaufbau und Rückkehrer

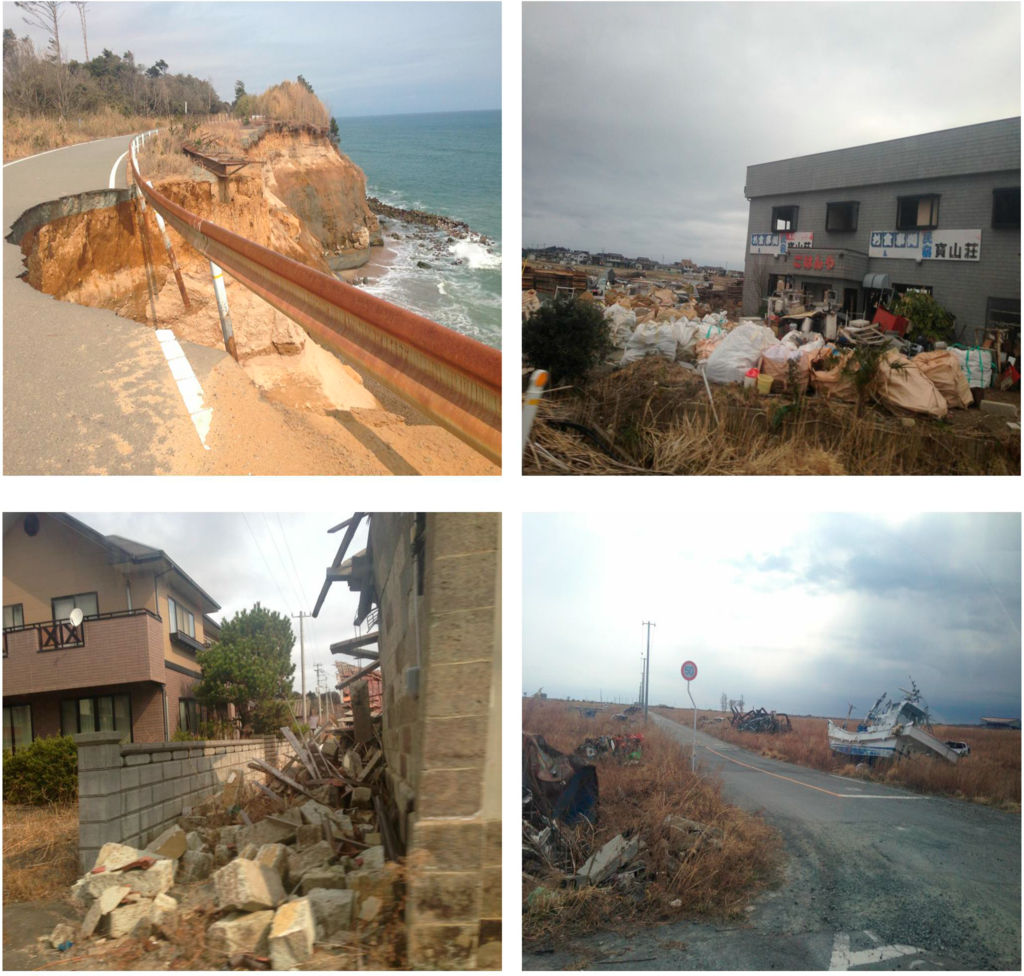
Zwei Jahre nach der Katastrophe ging der Wiederaufbau in Minamisōma noch immer langsam voran (Fotos: 12. März 2014).

Der Bürgermeister, Katsunobu Sakurai, erregte international hohe mediale Aufmerksamkeit, als er nach der Katastrophe über das Internet öffentlich die japanische Regierung kritisierte, die Stadt in Bezug auf die Nuklearkatastrophe im Stich gelassen zu haben. In einem 11-minütigen Video, das auf YouTube veröffentlicht wurde, bat Sakurai um Hilfe von außen und erklärte, die Stadt erhalte kaum Informationen von der Regierung und von Tepco, und sei isoliert worden. Der Hilferuf führte weltweit zu Reaktionen, das Time-Magazine führte Sakurai im April 2011 in seiner Liste der einhundert einflussreichsten Persönlichkeiten als eine Ikone des Wiederaufbaus auf. Fast neun Monate später wurde Sakurai Medienberichten zufolge selbst zunehmend von den Einwohnern kritisiert und erklärte, das Problem sei nicht mehr die Regierung, sondern liege bei den Beamten des öffentlichen Dienstes, die sich weigerten, seiner Stadt zu helfen.
Trotz der umfassenden Unterstützung seitens der Regierungen und einer enormen Menge an Ressourcen, die dem Katastrophengebiet zugeteilt wurde, schritt der Wiederaufbau von Minamisōma auch zwei Jahre nach der Katastrophe weiterhin lediglich langsam voran. In der Rückkehr der Bevölkerung, beim Dekontaminationsprozess und bei der wirtschaftlichen Erholung wurden im Wiederaufbau keine großen Fortschritt erreicht. Neben der komplizierten Situation im Katastrophengebiet wurde von vielen Experten auch die unzureichende Beteiligung von Interessengruppen an Entscheidungsprozessen als ein Faktor angesehen, der den Wiederaufbauprozess behindert. So stieß die Dekontaminierungsgruppe beispielsweise beim Versuch, das zumeist in Privatbesitz befindliche kontaminierte Land in Minamisōma zu dekontaminieren, auf starken Widerstand der Landbesitzer. Manche Grundbesitzer weigerten sich, die von der Regierung für Nuklearabfälle ausgewiesenen Müllhalden als solche zu akzeptieren und meldeten Zweifel an der Effizienz der Dekontanimierungsmethoden an.

## Sehenswürdigkeiten
Die Region, d. h. Minamisōma, Sōma und der Landkreis Futaba, ist bekannt für das Sōma Nomaoi (相馬野馬追). Diese als Wichtiges Nationales Kulturgut ausgezeichnete Tradition ist ein alljährliches Pferderennen Ende Juli mit Reitern in voller Samurai-Rüstung, das auf das sich hier früher befindliche Lehen (Han) Sōma bzw. dessen regierenden Sōma-Klan zurückgeht.
In Minamisōma befindet sich der denkmalgeschützte Sakurai-Kofun (桜井古墳), ein Hügelgrab mit 74,5 m Umfang und 6,8 m Höhe aus dem 4. oder 5. Jahrhundert. Ein weiteres denkmalgeschütztes Werk ist der Daihi-san no Sekibutsu (大悲山の石仏), eine Gruppe von mehreren Steinbuddhas, die am Stück in den Fels geschlagen wurden. Der ebenfalls denkmalgeschützte Urajiri-kaizuka (浦尻貝塚) ist ein Køkkenmøddinger mit Siedlungsüberresten aus der prähistorischen Jōmon-Zeit.
Im Bezirk Kashima steht der Tempel Amida-ji aus dem Jahr 1406.
Im Norden befindet sich das Verbrennungskraftwerk Haramachi (原町火力発電所, Haramachi karyoku hatsudensho) mit Wellenbrechern, die mehr als 1,5 km weit ins Meer hereinragen. Wegen der dadurch erzeugten Wellen war die unmittelbare Umgebung ein beliebter Surfstrand.

## Verkehr
Die bedeutendste Fernstraße ist die Jōban-Autobahn nach Misato in der Präfektur Saitama oder Watari in der Präfektur Miyagi. Weitere wichtige sind die Nationalstraße 6 nach Chūō in Tokio oder Sendai, sowie die Nationalstraße 114 nach der Präfekturhauptstadt Fukushima oder in das benachbarte Namie.
An das nationale Schienennetz ist Minamisōma über die JR Jōban-Linie, die auch vom Expresszug Super Hitachi befahren wird, nach Sendai oder Ueno angeschlossen. Die Haltestationen in der Stadt sind Momouchi, Odaka, Iwaki-Ōta, Haranomachi und Kashima, wobei Haranomachi der Hauptbahnhof ist.

## Bildung
In Minamisōma befinden sich 16 Grundschulen, 6 Mittelschulen und 4 von der Präfektur betriebene staatliche Oberschulen, die sich in ihren Spezialisierungen unterscheiden:
- die Oberschule Haramachi (福島県立原町高等学校, Fukushima-kenritsu Haramachi kōtō gakkō),
- die Landwirtschaftliche Oberschule Minamisōma (相馬農業高等学校, Fukushima-kenritsu Minamisōma nōgyō kōtō gakkō),
- die Technische Oberschule Odaka (福島県立小高工業高等学校, Fukushima-kenritsu Odaka kōgyō kōtō gakkō) und
- die Handelsoberschule Odaka (福島県立小高商業高等学校, Fukushima-kenritsu Odaka shōgyō kōtō gakkō).

Hinzu kommt die private Shōei-Oberschule (松栄高等学校, Shōei kōtō gakkō).
Im Zuge der Evakuierung Odakas wurden dessen beide Oberschulen, die Mittelschule Odaka und die vier Grundschulen in anderen Stadtteile verlegt.

## Weblinks

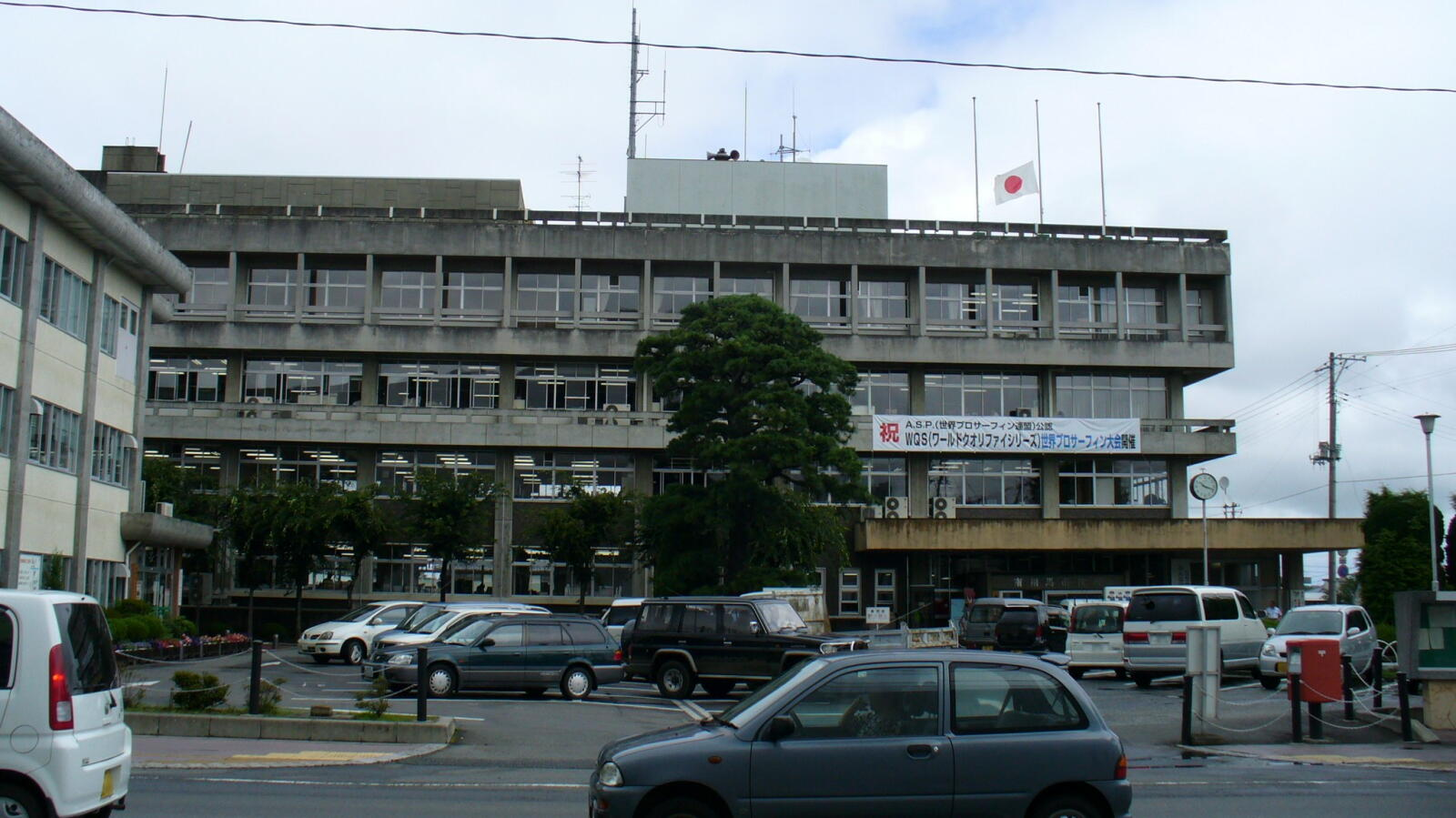
Rathaus von Minamisōma